# Dąb im. Władysława Szafera
Dąb im. Władysława Szafera – dąb szypułkowy objęty formą ochrony przyrody w postaci pomnika przyrody. Rośnie przy drodze w Potulicach, w powiecie nakielskim w województwie kujawsko-pomorskim.
To okazałe drzewo, posiadające szeroką koronę (co może świadczyć o tym, że wyrosło na otwartej przestrzeni). Najdłuższy konar odchodzi od pnia niemal równolegle do powierzchni gruntu, na wysokości 3-4m.
Drzewo zostało objęte ochroną w 1954 roku, a 12 maja 1995 nadano mu imię Władysława Szafera. Dąb ma obwód w pierśnicy 736 cm, wysokość 29-35 m i rozpiętość korony 25 m.